# Kapsan
Kapsan är en landskommun i provinsen Ryanggang, Nordkorea. Kommunen ligger nära gränsen mot Jilin-provinsen i Kina. Huvudort i kommunen är Kapsan-ŭp.
Då Kim Il Sung bedrev gerillaverksamhet i bygden under 1930-talet kallades ofta hans fraktion i Koreas arbetarparti för "Kapsan-fraktionen".